# Byzantinisch-Neugriechische Jahrbücher
Byzantinisch-Neugriechische Jahrbücher – czasopismo bizantynologiczne o charakterze międzynarodowym. Wychodziło od 1920 w Berlinie a od 1926 w Atenach. U schyłku II wojny światowej przestało się ukazywać, a po wojnie zostało wznowione.